# فلافيو بيريرا
فلافيو بيريرا هو لاعب كرة قدم برازيلي، ولد في القرن العشرين.